# Château de Guévaux
Le château de Guévaux, également appelé maison de Guévaux est un château situé sur le territoire du village de Mur, dans la commune vaudoise de Vully-les-Lacs, en Suisse.

## Histoire
Au début du XIVe siècle, le village de Guévaux fut partagé entre les seigneuries de Cudrefin et de Lugnorre ; ce partage devait, quelques siècles plus tard, perdurer entre les cantons de Vaud et de Fribourg dont la frontière coupe le hameau en deux ; de chaque côté de cette frontière, une maison de maître fut construite vers le milieu du XVIIIe siècle ; la maison vaudoise fut construite par la bailli d'Avenches Nicolas Kirchberger, la fribourgeoise par son beau-frère.
Au fil du temps, la maison vaudoise prit le nom de château de Guévaux ; elle connut plusieurs modifications pendant le cours du XIXe siècle, en particulier à la suite de la correction des eaux du Jura : tout d'abord entourée par les vignes, elle se retrouva au bord du lac de Morat après l'agrandissement de celui-ci.
L'ensemble du bâtiment et de ses dépendances est inscrit comme bien culturel suisse d'importance nationale.